# هاینکل هادی ۱۴

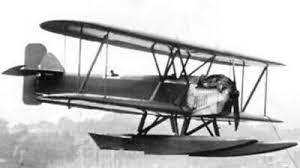

هاینکل اچ‌دی ۱۴ (به آلمانی: Heinkel HD 14) یک هواگرد دوباله تک‌موتوره اژدرافکن و شناسایی آب‌نشین بود که توسط شرکت آلمانی هاینکل در دهه ۱۹۲۰ میلادی طراحی و به صورت تحت لیسانس توسط شرکت سوئدی سوانسکا آئرو در قالب تنها یک پیش‌نمونه در وارنمونده تولید شد.
اچ‌دی (HD) در عنوان این هواگرد مخفف ترکیب آلمانی Heinkel Doppeldecker به معنای هواگرد دوباله هاینکل است. از عنوان HT 14 به عنوان مخفف ترکیب آلمانی Heinkel Torpedoflugzeug به معنای هواگرد اژدرافکن هاینکل نیز برای این هواگرد استفاده می‌شد.

## توسعه
در سال ۱۹۲۴ میلادی سفارش تولید دو هواگرد اژدرافکن توسط نیروی دریایی سوئد صادر گردید. پس از بررسی چند پیشنهاد، نهایتاً در ۱۹ ماه اوت سال ۱۹۲۴ با شرکت هواپیماسازی سوانسکا آئرو قرار داد به عمل آمد. سوانسکا آئرو به نوبه خود کار طراحی را به هاینکل سپرد. پیش‌نمونه تکمیل شده در سال ۱۹۲۵ به صورت قطعه قطعه به سوانسکا آئرو تحویل و به این وسیله وارد پایگاه نیروی دریایی سوئد در استکهلم شد تا در آنجا سر هم شود. این هواگرد پروازهای آزمایشی را از ماه ژوئیه ۱۹۲۵ آغاز نمود و در ۱۳ سپتامبر همان سال نخستین بار آزمون پرتاپ اژدر هوایی خود را انجام داد. عملکرد ضعیف موتور ایتالیایی فیات ای.۱۴ نیروی دریایی را بر آن داشت سفارش به استفاده از موتور فیات ای. ۲۵ به همان تولیدکننده بدهد. به هر حال تابستان سال بعد با رسیدن به این نتیجه که یک موتور خنک شونده با هوا می‌تواند برای این نمونه مناسب تر باشد، سفارش ارسال شده لغو گردید. در نتیجه آزمایش‌ها در ماه سپتامبر سال ۱۹۲۶ متوقف و پیش‌نمونه به تولیدکننده باز پس فرستاده شد.
این هواگرد با بازگشت به وارنمونده چند سال دیگر به پرواز کردن ادامه داد و حتی با حذف اژدر و اضافه نمودن مخزن سوخت بیشتر به عنوان هواگرد شناسایی که با نصب یک موتور قدرتمندتر می‌توانست تا ۱۸ ساعت به پرواز ادامه دهد، معرفی گردید اما هیچگاه در نیروهای مسلح آلمان و سوئد به ثبت نرسید.
بین سال‌های ۱۹۲۹ و ۱۹۳۰ شرکت سوانسکا آئرو پیشنهاد تأمین هواگردهای اچ‌دی ۱۴ را برای نیروی دریایی لهستان ارائه کرد که مورد موافقت این کشور قرار نگرفت.
توسعه دهندگان عنوان «بلونا» را بر این هواگرد نهاده بودند.

## ساخت
اچ‌دی ۱۴ یک هواگرد دوباله با ساختار تلفیقی بود. سطح بدنه فولادی لوله ای شکل هواگرد با پارچه پوشیده شده بود. دو بال به کمک میله‌های عمودی و مورب از جنس دورالومین به یکدیگر و بدنه متصل شده بودند. محفظه موتور از قطعات جداشونده تشکیل گردیده بود. جایگاه سرنشینان پشت سر هم تعبیه گشته بود که امکان حذف صندلی وجود داشت. مخزن سوخت نیز بین بال و پایین و در زیر بدنه قرار داشت.
بال‌ها از چوب طراحی و بیشتر سطح آن با پارچه پوشیده شده بود. دو ارابه فرود شناور چوبی هواگرد با میله‌هایی به شکل I و N به بدنه وصل شده بودند ام به یکدیگر متصل نبودند.

## مشخصات فنی

### مشخصات عمومی
- خدمه: ۲ یا ۳ نفر
- طول: ۱۴٫۷ متر
- طول بال: ۱۹ متر
- ارتفاع: ۲٫۶ متر
- مساحت بال: ۱۰۳٫۳ متر مربع
- وزن خالی: ۳۴۰۰ کیلوگرم
- وزن خالص: ۵۶۰۰ کیلوگرم
- نیرومحرکه: یک موتور پیستونی دابلیو شکل ۱۲ سیلندر فیات ای.۱۴ خنک شونده با مایعات: ۶۰۰ اسب بخار - ۴۵۰ کیلو وات
- پیش‌ران: ملخ ۲ تیغه
- طرفیت مخزن سوخت: ۲۱۲۰ لیتر

### عملکرد
- حداکثر سرعت: ۱۷۵ کیلومتر بر ساعت
- پایاسیر: ۱۹۲ کیلومتر بر ساعت
- برد: ۱۸۰۰ کیلومتر بدون بارگزاری
- سرعت واماندگی: ۹۰ کیلومتر بر ساعت
- سرعت فرود: ۸۹ کیلومتر بر ساعت
- بارگیری بال: ۵۴ کیلوگرم بر متر مربع
- سرعت صعود: ۲ متر بر ثانیه، ۱۰۰۰ متر در ۸ دقیقه و ۱۸ ثانیه
- حداکثر ارتفاع: ۴۰۰۰ متر
- حداکثر طول پرواز: ۱۰٫۵ ساعت

### تسلیحات
- یک مسلسل - یک اژدر ۳۵ میلی‌متری یا ۹۰۰ کیلوگرم بمب